# Döderhultarmuseet

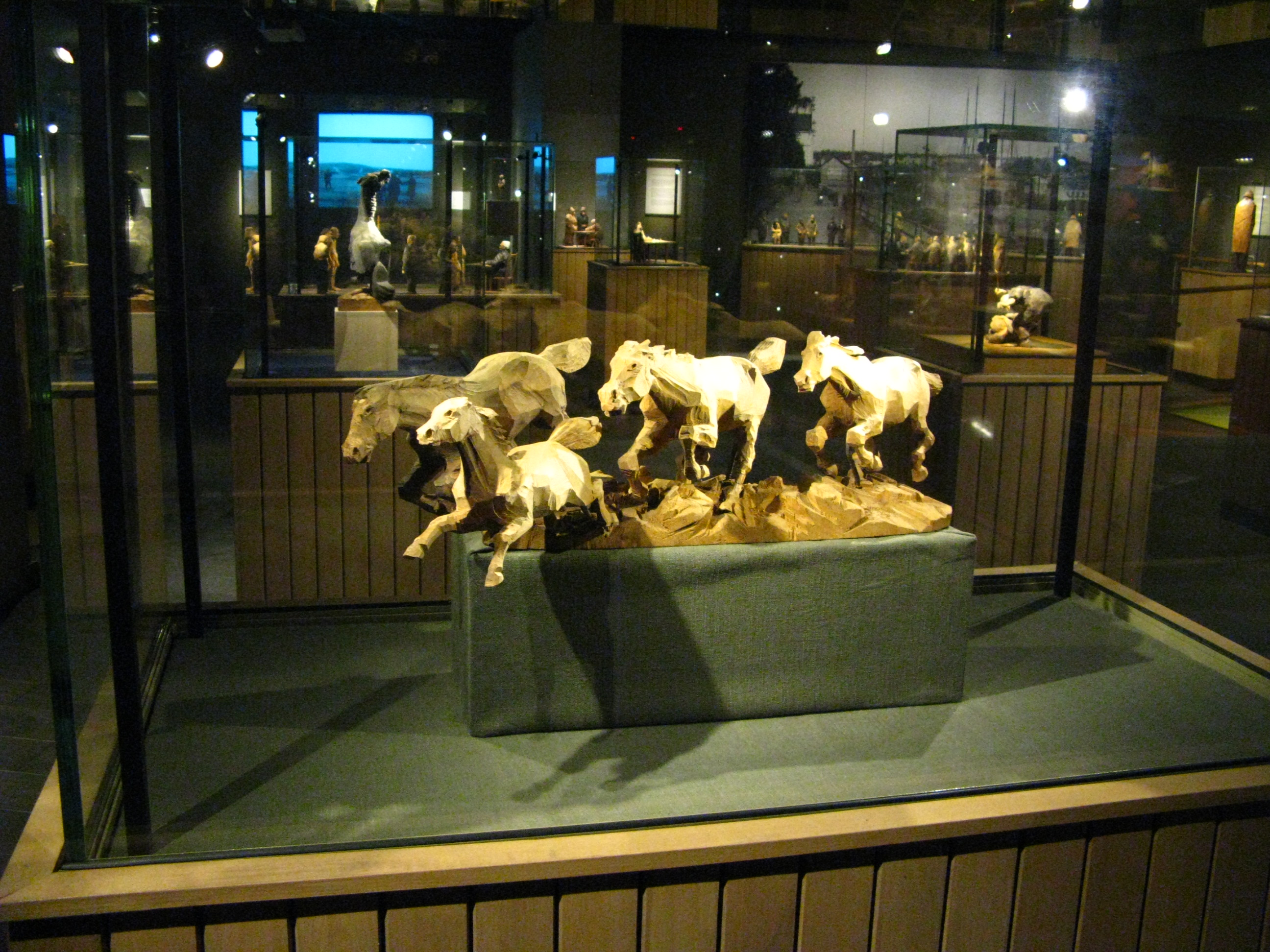
Döderhultarens verk Apokalypsen.

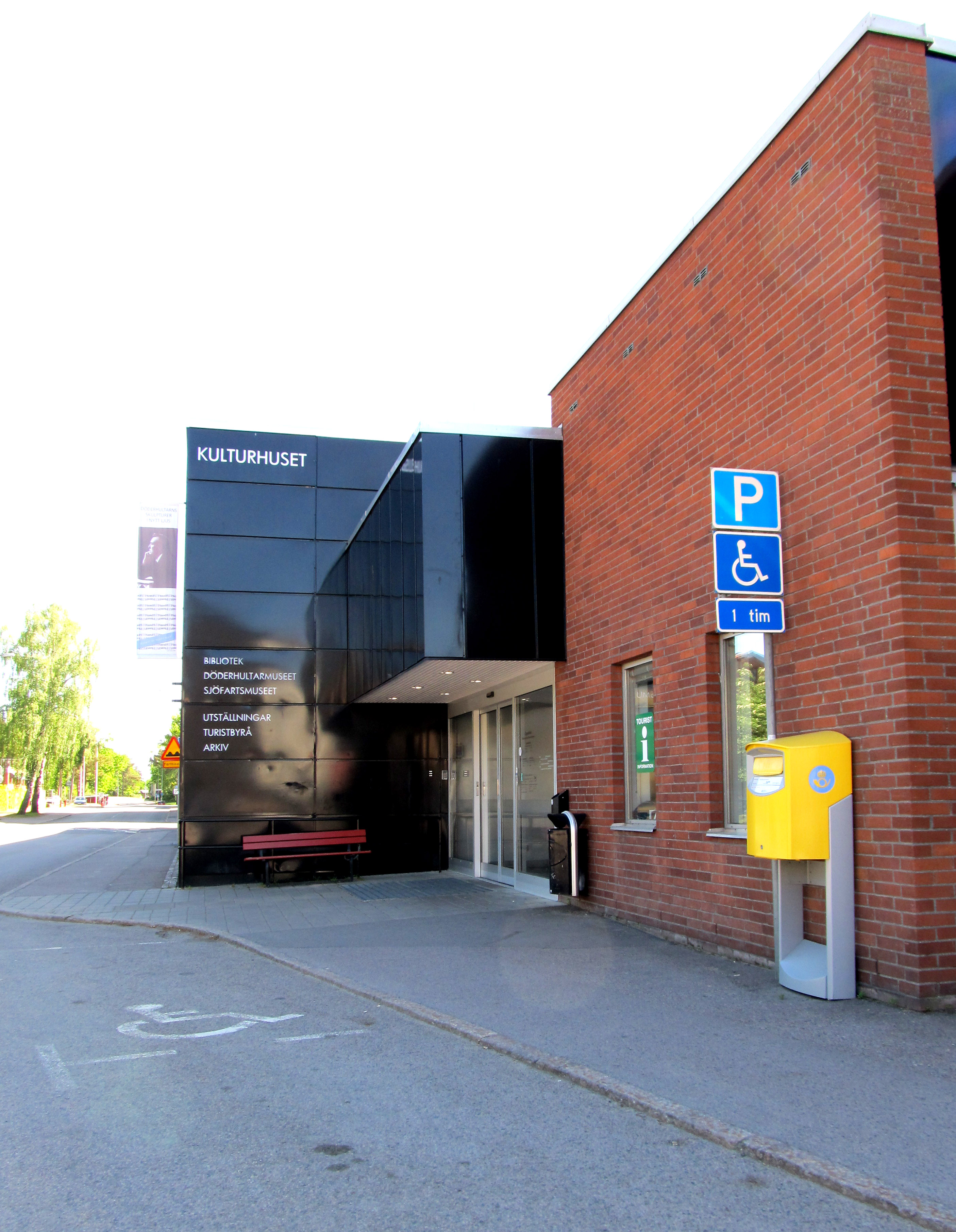
Kulturhusets och Döderhultarmuseets entré på Hantverksgatan.

Dödarhultarmuseet är ett konstnärsmuseum i Kulturhuset i Oskarshamn.
I museet finns över 200 verk av träskulptören Axel Petersson, Döderhultarn. Museet ligger i centrala delarna av staden, i samma lokaler som biblioteket och Sjöfartsmuseet i Oskarshamn. Som en filial till museet finns Döderhultarens ateljé på annan plats nära stadskärnan. Där kan man besöka träskulptörens hem och ateljé, vilka finns bevarade i ursprungligt skick. Museet renoverades 2011 och samlingen utökades något.

## Historik
Redan under Axel Peterssons levnad, den 12 april 1911 bildades Föreningen Döderhultarmuseet. Dess uppgift var att köpa in en del av Döderhultarens träskulpturer och bevara dem för eftervärlden. I juni samma år öppnade stadens första Döderhultarmuseum i blygsamma lokaler vid Slottsgränd i centrala Oskarshamn. Ett år efter att Axel Petersson avlidit, ansåg Föreningen Döderhultarmuseet att de hade fullgjort sin uppgift och uppgick därefter i stadens hembygdsförening, vilken tog över ansvaret för museiverksamheten.
En samling av Döderhultarens verk lånades sommaren 1952 ut till utställningen på Nationalmuseum i Stockholm. Därefter flyttade hela samlingen till nybyggda lokaler på Hamngatan i Oskarshamn. Parallellt med detta museum fanns en utställning i helt privat regi på Stora Torget. Där visades en Döderhultarsamling året om av konsthandlarfamiljen Karlsson. Den senaste flytten av Döderhultarmuseet gjordes 1976 till lokaler i det nybyggda kulturhuset i hörnet Södra Långgatan-Hantverksgatan i Oskarshamn.

## Döderhultarens ateljé
Döderhultarens före detta bostad, tillika ateljé, på övervåningen, är belägen på Garvaregatan 9 i Oskarshamn. Där bodde Döderhultaren från omkring 1907 till sin död 1925. Huset har varit rivningshotat vid ett par tillfällen. Bland annat köpte landstinget år 1955 in fastigheten i syfte att expandera det gamla lasarettsområdet. Planerna övergavs och sjukhuset byggdes istället på annan plats. Huset är öppet för allmänheten.

## Fotogalleri

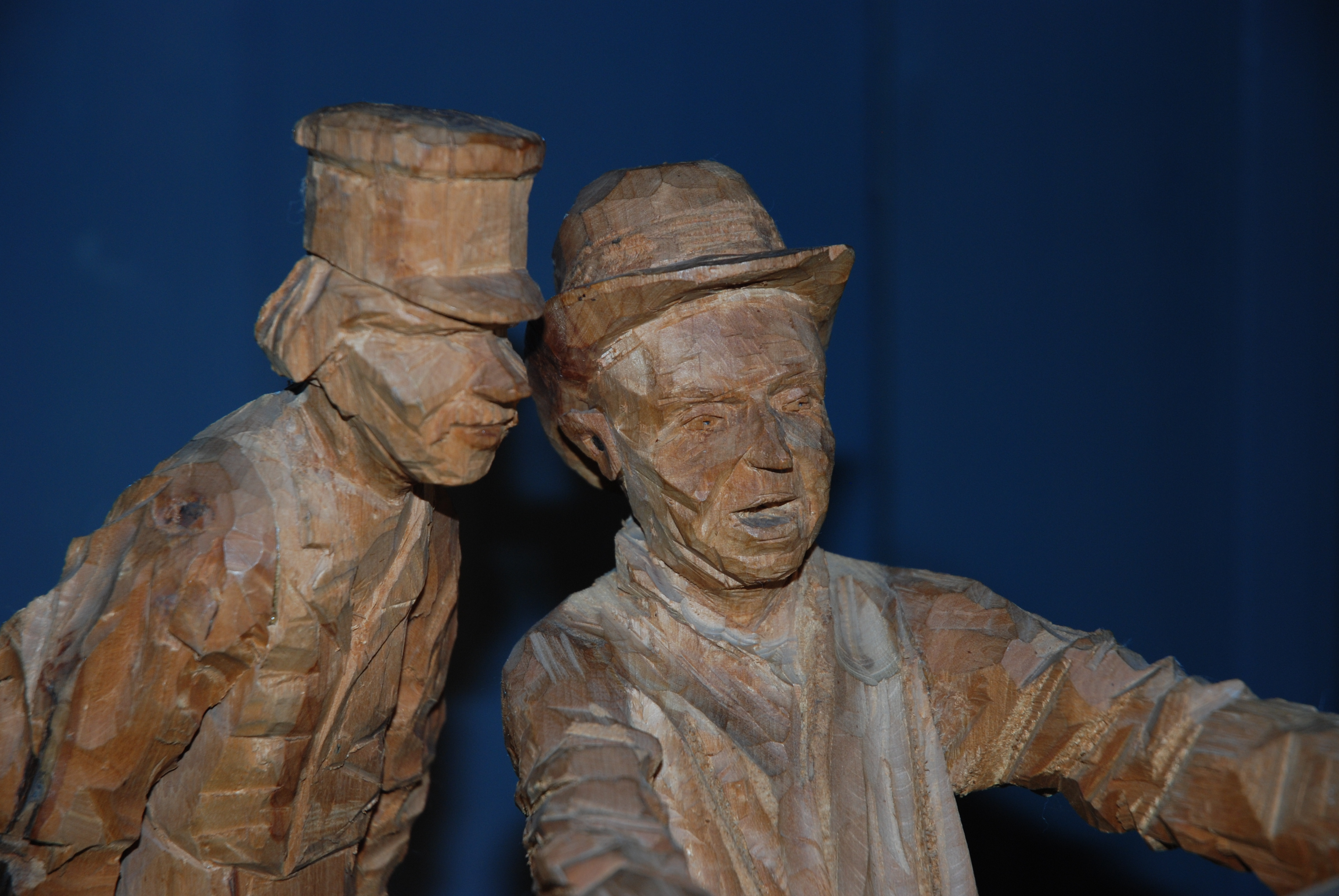
Självporträtt
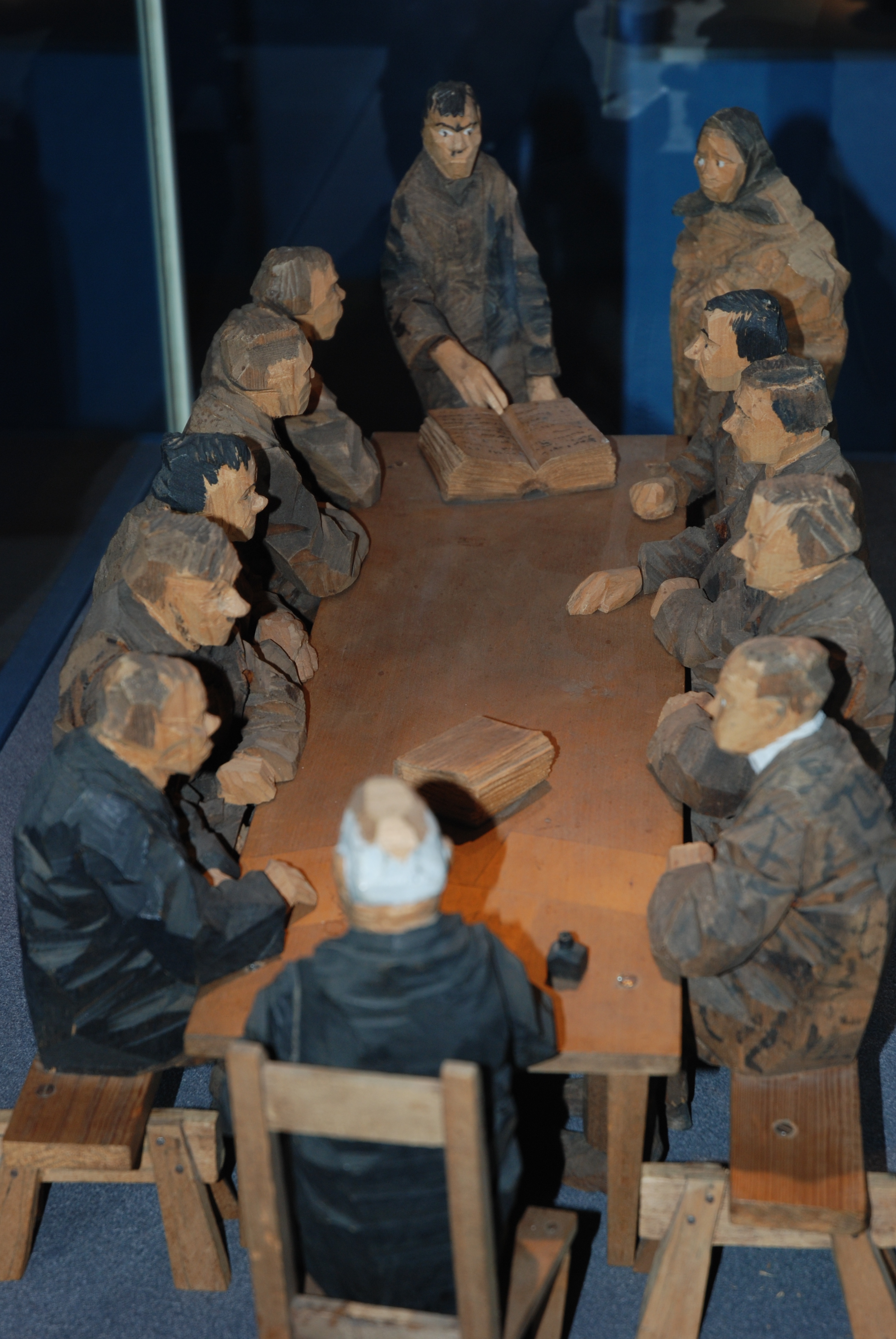
Häradsrätten
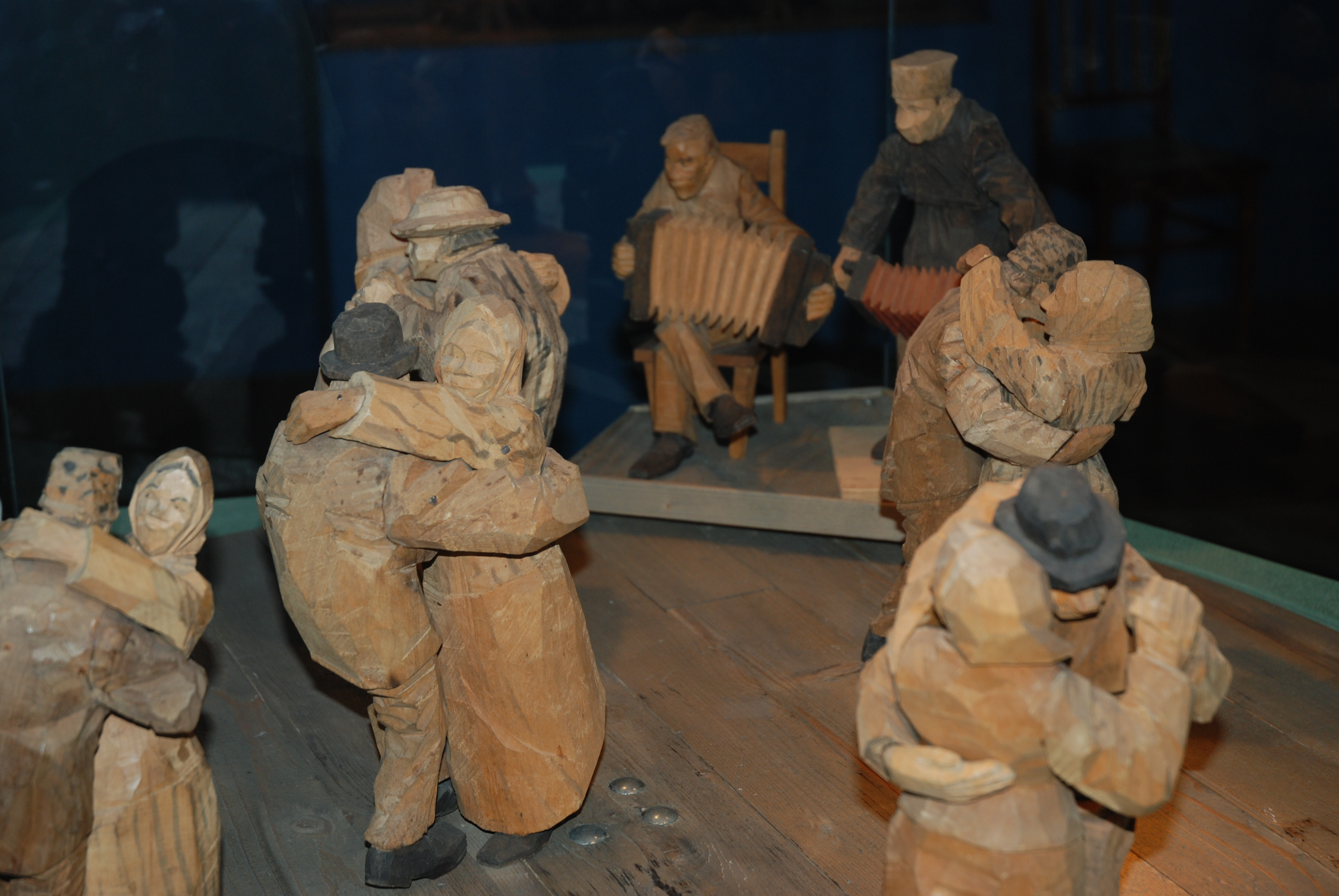
På dansbanan